# Pirataria na Indonésia
A pirataria na Indonésia não é apenas notória, mas de acordo com uma pesquisa realizada pela International Maritime Bureau, foi também o país que ostentou a maior taxa de ataques piratas em 2004, onde posteriormente caiu para o segundo lugar em 2008, ficando por fim logo atrás da Nigéria. A Indonésia ainda é considerada como o país com os mares mais perigosos do mundo devido à sua alta taxa de pirataria. Com mais da metade dos crimes de pirataria no mundo em torno das regiões aquáticas do sudeste da Ásia, a turbulência causada pela pirataria fez do estreito de Malaca um distinto ponto de pirataria responsável pela maioria dos ataques na Indonésia, fazendo com que os navios navegassem nesta região arriscada desde que os europeus chegaram. O termo "pirataria na Indonésia" inclui tanto os casos de piratas indonésios sequestrando cargas e tanques, quanto a alta taxa de prática pirata dentro do próprio país. O estreito de Malaca é também uma das rotas marítimas mais movimentadas do mundo, pois representa mais de 25% dos bens de escambo do mundo provenientes principalmente da China e do Japão.
Aproximadamente 50.000 embarcações no comércio mundial empregam o estreito anualmente, incluindo petróleo do Golfo Pérsico e produtos manufaturados para o Oriente Médio e o Canal de Suez. O sucesso que deriva desse portal comercial faz do estreito um local ideal para ataques de piratas.

## Casos recentes
Nos últimos dez anos, o número de ataques piratas na Indonésia caiu. No entanto, ainda existem inúmeros relatos de pirataria ocorrendo ao longo de áreas costeiras e abismos. Em 2011, 15 ataques foram registrados somente no mês de janeiro, onde cinco ataques totalizaram o número total de crimes durante o primeiro trimestre daquele ano. Além disso, durante o mês de setembro do mesmo ano, dois incidentes de ataques piratas foram relatados. O primeiro grupo consistia de quatro piratas indonésios que estavam sendo presos e que confessaram que ajudaram e incitaram um sindicato maior que operava no estreito de Malaca. O segundo grupo de agressores durante aquele mês incluiu seis homens indonésios que estavam sendo detidos. Eles eram suspeitos de um grupo de piratas indonésios que supostamente embarcaram em um navio mercante em Cingapura. Durante o ataque, tiros de aviso foram disparados e os piratas fugiram do local. Acredita-se que o grupo veio de Batam, uma ilha que estava situada perto do estreito. Em 2012, quatro piratas embarcaram em um Granel Carrier em Gresik Inner Anchorage, na Indonésia, e entraram na loja do navio da frente. Eles conseguiram escapar quando uma equipe os detectou, mas os piratas fugiram com alguns produtos da loja.